# Église Notre-Dame-de-Chine de Paris
Pour les articles homonymes, voir Église Notre-Dame.
L'église Notre-Dame-de-Chine est une église de culte catholique située à Paris dans le 13e arrondissement de Paris, consacrée le 18 décembre 2005 par l'archevêque émérite de Paris, le cardinal André Vingt-Trois. Elle est destinée à la communauté chinoise de Paris.

## Construction et localisation
L'église, réalisée grâce à l'Œuvre des Chantiers du Cardinal par l'architecte François Payen, résulte de la transformation d'une ancienne salle paroissiale. Le mobilier liturgique (autel, ambon, tabernacle et croix de choeur) a été réalisé par l'artiste Jean-François Ferraton. Elle se trouve juste à côté de l'église Saint-Hippolyte, au 27 avenue de Choisy dans le 13e arrondissement de Paris.
La transformation d'un bâtiment existant, plutôt que sa démolition et sa reconstruction, a permis d'éviter l'application de règles d'alignement sur rue qui auraient fait perdre plusieurs mètres de largeur à l'édifice.
Un long passage permet d'accéder au bâtiment : en démolissant quelques murs de clôture, ce passage étroit a pu être dilaté et requalifié par les espaces verts avoisinants. L'architecte précise qu'il a choisi d'inscrire au sol un chemin sinueux pour guider jusqu'à l'entrée de l'église tout en évoquant le dragon que l'on doit chevaucher avant d'entrer dans une construction chinoise.
Un « signal » était prévu pour mieux repérer l'église, mais le financement n'a pas permis sa construction.

## Architecture
À la différence d'une église classique, l'espace n'est pas axé. Depuis l'entrée principale, l'église s'organise en spirale autour de l'autel, définissant ainsi une dynamique reliant le monde à celle-ci. Le tracé des bancs enveloppe l'autel et vient renforcer l'aspect communautaire des rassemblements. De cette façon, chaque participant bénéficie d'une bonne visibilité et d'une réelle proximité avec l'autel - les premiers rangs sont à 9 ou 10 mètres du chœur. Pour accueillir le plus possible de paroissiens, pour donner fluidité et souplesse aux mouvements liturgiques, pour investir au mieux la construction existante sans en subir la géométrie, l'espace dévolu au culte est dilaté au maximum avec une implantation diagonale. Cette disposition élargit l'espace liturgique et rapproche les fidèles du chœur : l'église dispose ainsi de 181 places assises sur 7 rangs, tout en ménageant de larges dégagements et circulations.
Un grand panneau pivotant laisse sortir les fidèles et les renvoie dans le monde : sa forme cintrée concave se prolonge par un mur convexe de même nature illustrant le yin et le yang et donc l'équilibre du monde. Des galets, symbole d'humanité, sont incrustés dans le sol à l'entrée et montent jusqu'au mur du fond où ils se rassemblent en signe de communauté.